# 티르 코날
티르 코날(아일랜드어: Tír Chonaill→코날의 땅)은 5세기경부터 1607년까지 아일랜드섬 북부에 존재하던 소왕국이다. 그 영역은 오늘날의 더니골 주와 대략 일치한다.
5세기에 니얼 니길러흐의 아들 코날 굴반이 건국했다고 한다. 코날 굴반은 케넬 코날 씨족의 조상이기도 하다. 코날의 후손을 자처한 오도날 왕조가 1607년 9월 백작들의 도피 사건 이전까지 나라를 다스렸고, 그 이후 멸망했다.

## 같이 보기
- 에린 왕국 편년사